# Skałki Małe

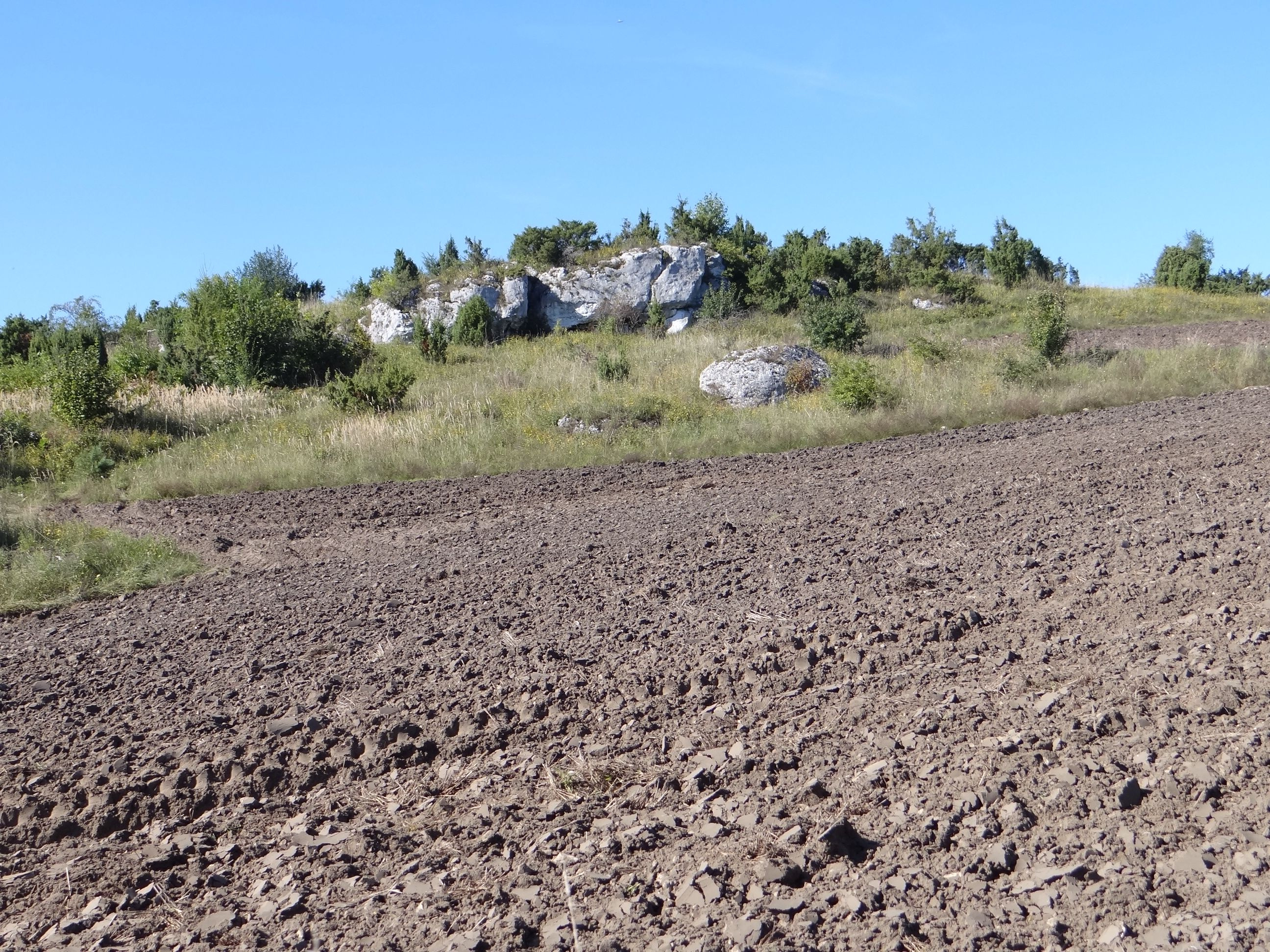
Widok od południowego wschodu

Skałki Małe (337 m n.p.m.) – skaliste wzniesienie w miejscowości Olsztyn, w województwie śląskim, w powiecie częstochowskim. Znajduje się na Wyżynie Mirowsko-Olsztyńskiej będącej częścią Jury Krakowsko-Częstochowskiej.
Skałki Małe znajdują się wśród pól uprawnych po północnej stronie obszaru zwartej zabudowy Olsztyna, po wschodniej stronie drogi z Olsztyna do Turowa. Zbudowane są ze skał wapiennych i częściowo porośnięte krzewiastą naskalną roślinnością. Dzięki temu, że ich szczyt jest bezleśny stanowią dobry, dookólny punkt widokowy. 

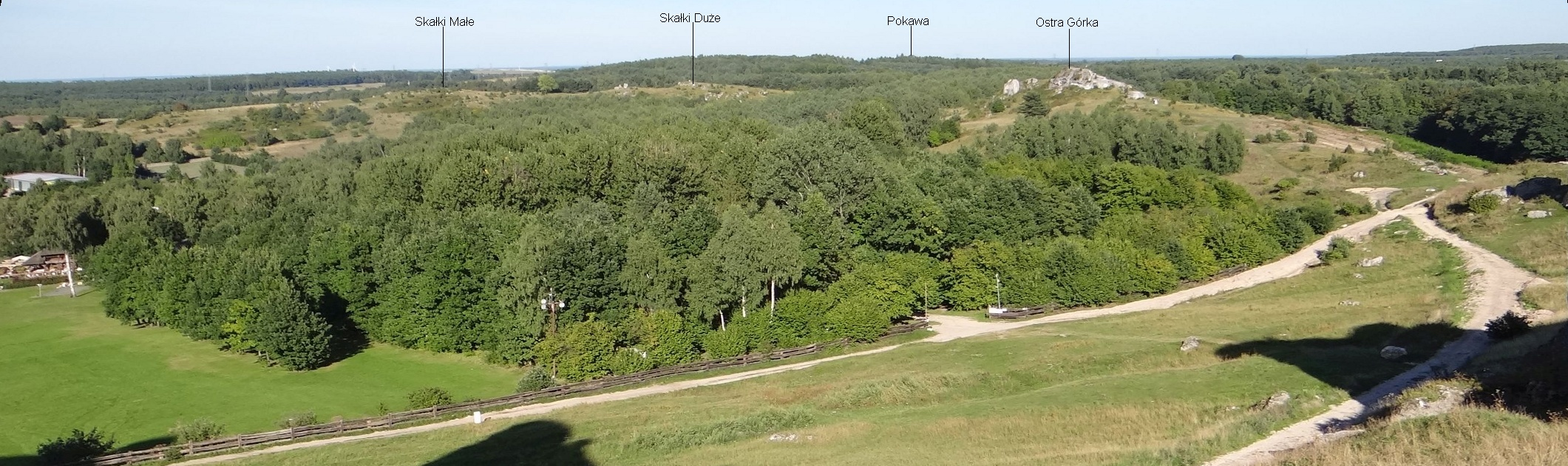
Widok z Zamku w Olsztynie